# Font de la Roca (Granera)

La Font de la Roca, respecte del terme de Granera

La Font de la Roca és una font del terme municipal de Granera, a la comarca del Moianès.
Està situada a 560 metres d'altitud, a la Baga de la Roca, a l'esquerra del torrent de la Roca, a prop, a sota i al nord de la masia de la Roca.